# Metody półempiryczne
Metody półempiryczne chemii kwantowej są to metody obliczeniowe bazujące na formalizmie Hartree-Focka, lecz z uproszczeniami i przybliżeniem pewnych parametrów danymi otrzymanymi z doświadczenia. Są szeroko stosowane w chemii kwantowej do obliczeń dla dużych cząsteczek ze względu znacznie mniejszy koszt obliczeniowy niż pełnej metody Hartree-Focka. Dodatkowo, użycie parametrów empirycznych pozwala na uwzględnienie w pewnym stopniu efektów korelacji elektronowej.
Opracowanie metod półempirycznych polega na tym, że w formalizmie Hartree-Focka przybliża się lub całkowicie zaniedbuje całki dwuelektronowe J i K. Zamiast nich, wprowadza się parametry dobrane tak, by oddawać jak najlepiej dane doświadczalne lub wyniki obliczeń ab initio.
Główną zaletą metod półempirycznych jest ich szybkość. Ich wyniki mogą jednak być błędne, gdy układ, do którego się je zastosuje zbyt odbiega strukturą od cząsteczek użytych do parametryzacji. Największe zastosowanie znajdują metody półempiryczne w chemii organicznej, gdzie cząsteczki zbudowane są tylko z kilku typów atomów, co powoduje stosunkową łatwość parametryzacji.
Najstarszymi metodami półempirycznymi, czasem nazywanymi empirycznymi ze względu na kompletne zaniedbanie całek dwuelektronowych są metoda Hückla, opracowana przez Ericha Hückla oraz rozszerzona metoda Hückla (ang. extended Hückel method), opracowana przez Roalda Hoffmanna. Metoda Hückla traktuje kwantowomechanicznie tylko elektrony π i jest przeznaczona do obliczeń dla cząsteczek aromatycznych i ze sprzężonymi wiązaniami wielokrotnymi. Rozszerzona metoda Hückla uwzględnia wszystkie elektrony walencyjne.
Wśród pozostałych metod półempirycznych możemy wyróżnić dwie zasadnicze grupy:
- Metody, w których tylko elektrony π są traktowane kwantowomechanicznie. Najważniejszą z nich jest metoda PPP (Pariser-Parr-Pople), służąca głównie do obliczeń stanów wzbudzonych cząsteczek π-elektronowych[3][4].

- Metody, w których wszystkie elektrony walencyjne są traktowane kwantowomechanicznie. Do nich należą:
  - Metody CNDO, INDO, NDDO wprowadzone przez Johna Pople'a[5]. Parametryzowane są one nie z użyciem wyników doświadczalnych, ale względem wyników ab initio z bazą minimalną. Obecnie są rzadko używane, ale stanowią istotny wkład w rozwój metodologii.
  - Metody MINDO, MNDO, AM1, PM3, RM1 i SAM1[6], parametryzowane przy użyciu eksperymentalnych entalpii tworzenia, momentów dipolowych, potencjał jonizacji i parametrów geometrycznych.
  - Metody opracowane do obliczeń stanów wzbudzonych (zatem przewidzenia widm elektronowych), takie jak ZINDO i SINDO[7][8]
  - Metody przeznaczone do obliczeń właściwości związków kompleksowych, takie jak Sparkle/AM1 opracowana do związków lantanowców.